# Paolo Salviati
Pour les articles homonymes, voir Salviati.
Paolo Salviati, né à Venise le 23 mai 1818 et mort dans la même ville le 20 janvier 1894, est un photographe italien.

## Biographie
Paolo Salviati est un photographe d'architecture et de paysage, qui a notamment photographié les villes de Venise et de Padoue.

## Collections
- Bibliothèque nationale de France
- Musée d'Orsay
- Musée des beaux-arts du Canada
- J. Paul Getty Museum

## Galerie
Venise

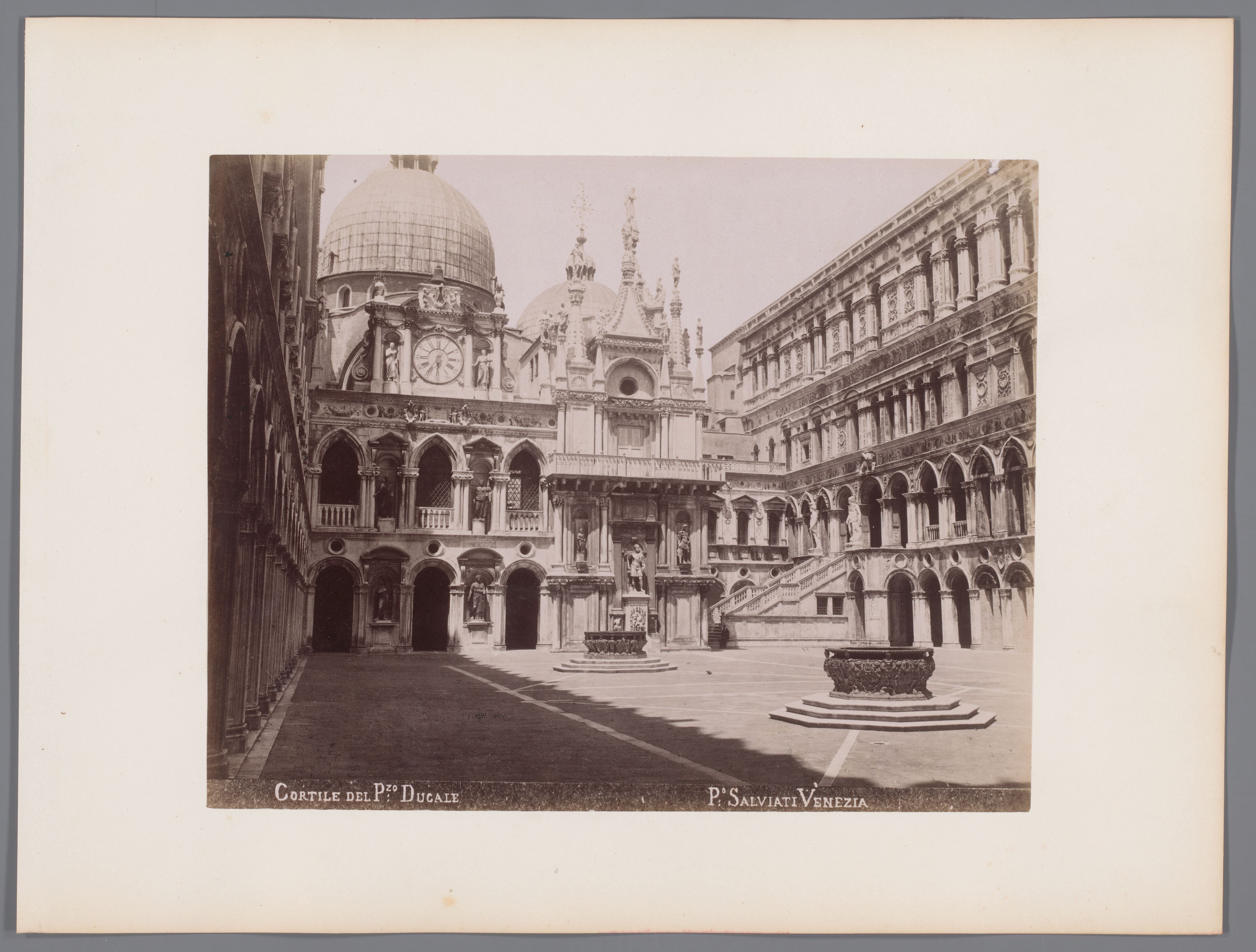
Cour intérieure du palais des Doges, 1860-1870.
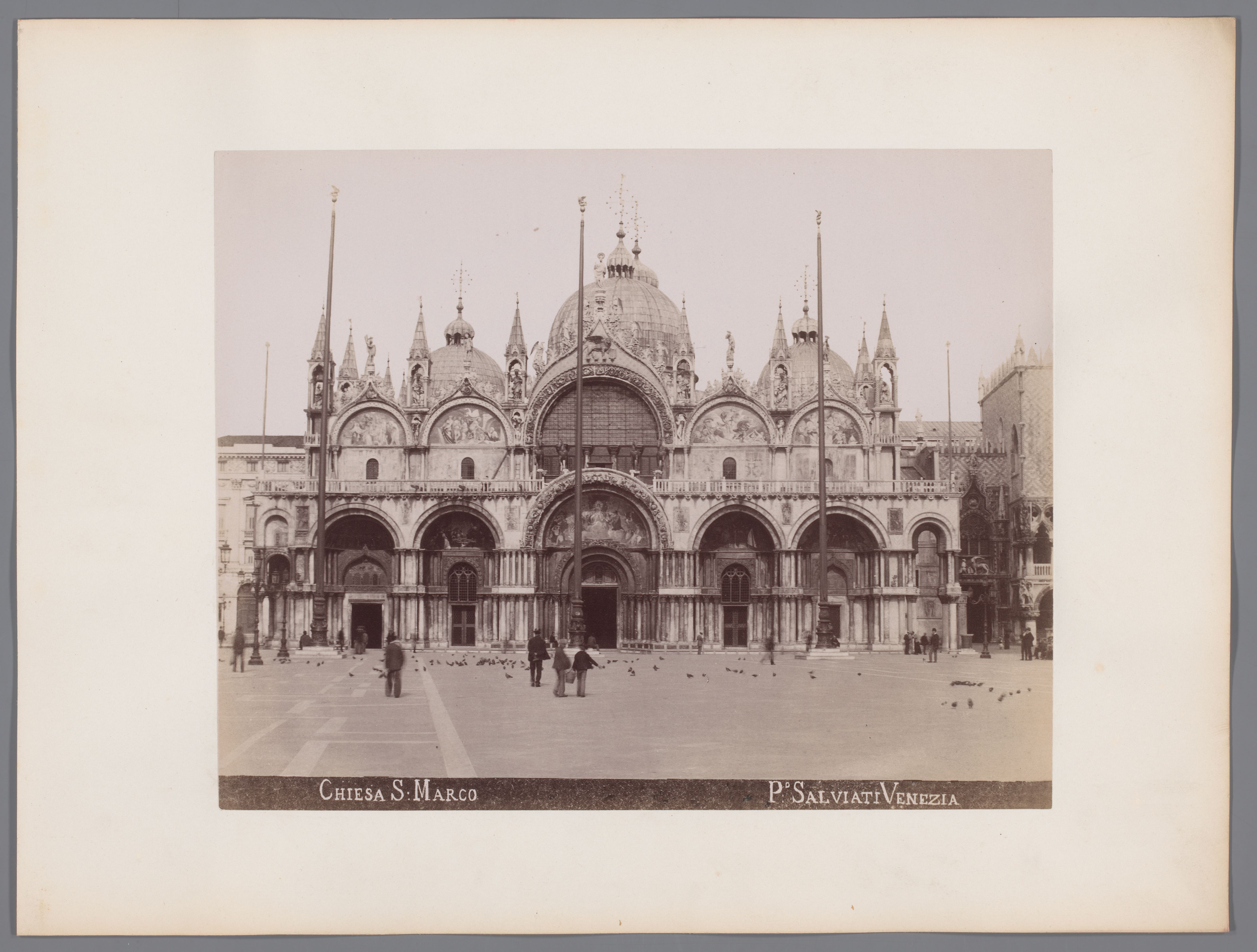
Basilique San Marco, 1860-1870.
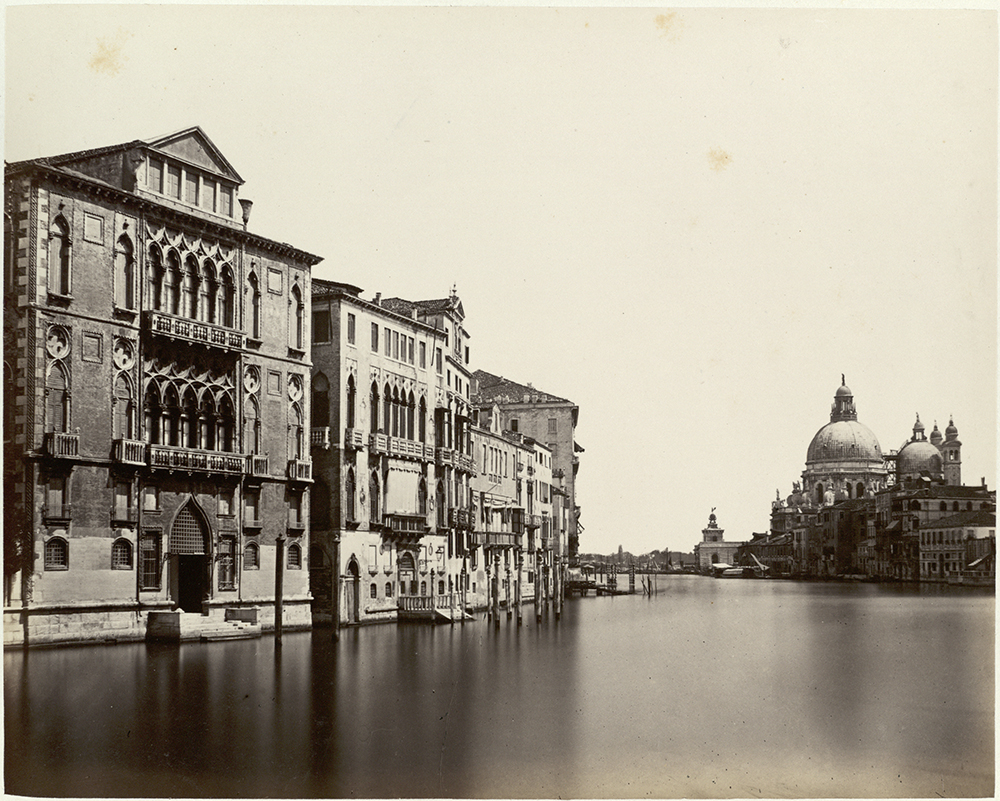
Le Grand Canal, 1880-1890.
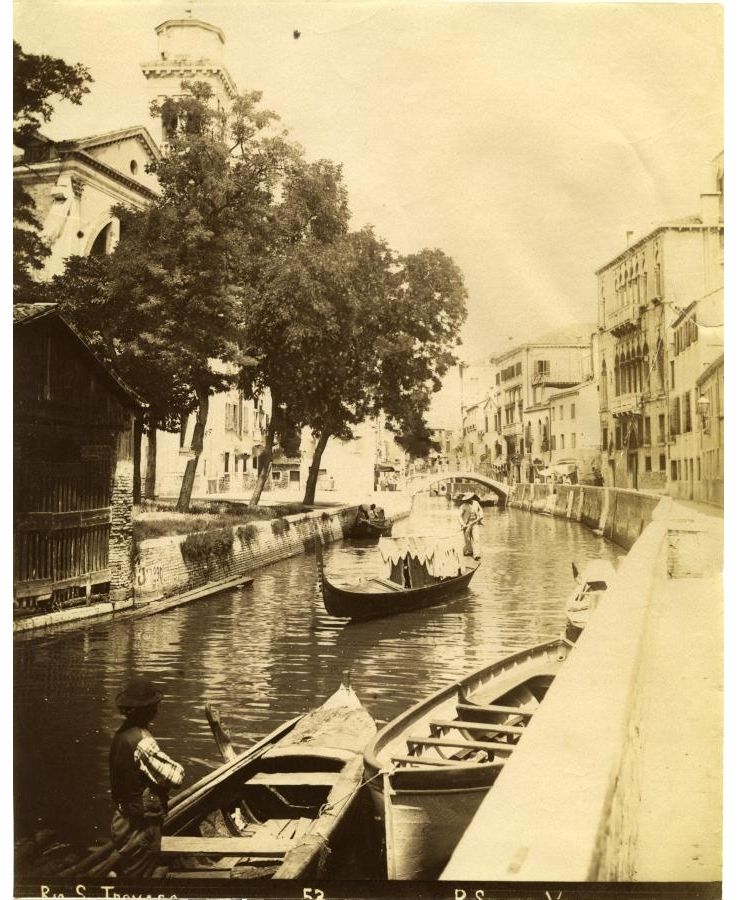
Rio di San Trovaso, 1894.
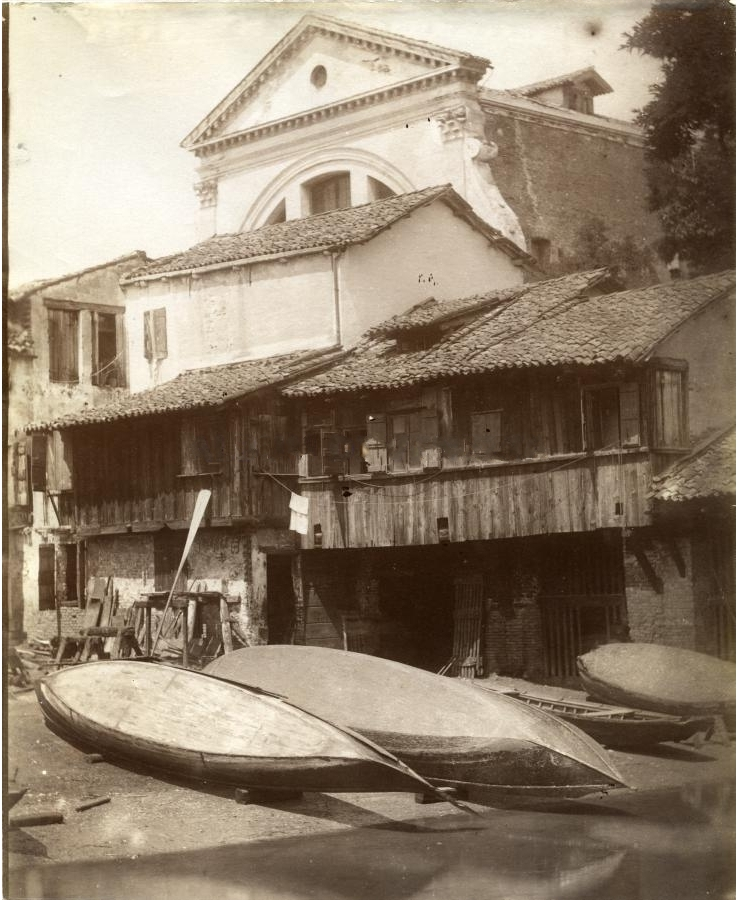
Rio de Ca'Widmann, 1894.
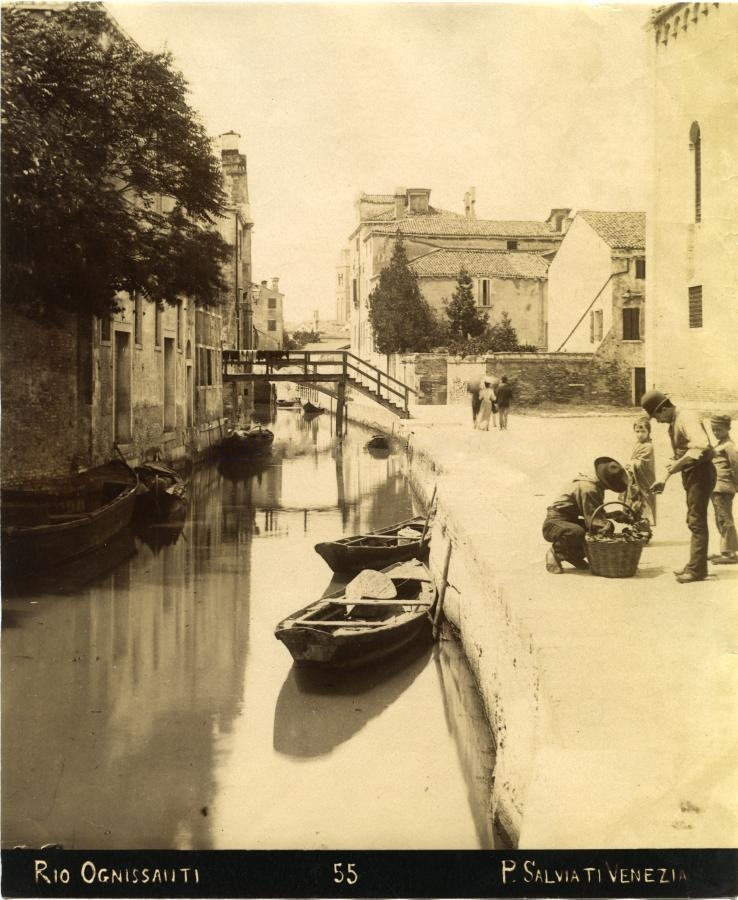
Rio dei Ognissanti.

Padoue

Palazzo della Ragione, 1891.
Chapelle Saint-Antoine dans la basilique Saint-Antoine, 1891.